# بوم‌شناسی بیابان

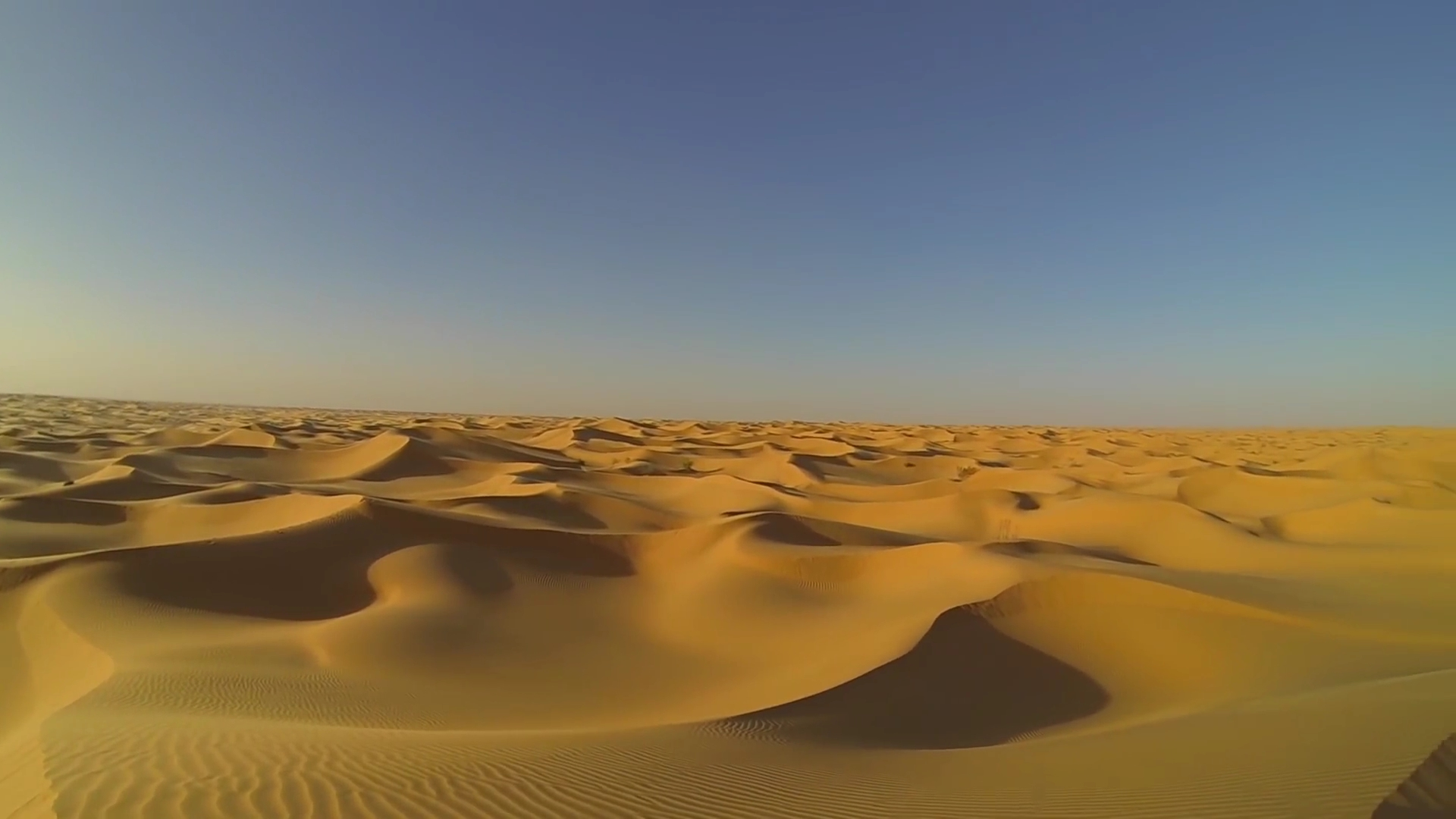
تپه‌های شنی در صحرای صحرا

بوم‌شناسی بیابان مطالعه برهم‌کنش میان اجزای زیستی و غیرزیستی محیط‌های بیابانی است. بوم‌سازگان بیابانی با برهم‌کنش میان جانداران، آب‌وهوای محل زندگی آنها و هر گونه تأثیر غیرزنده دیگر بر روی زیستگاه تعریف می‌شود. بیابان‌ها مناطق خشکی هستند که معمولاً با دمای گرم همراه هستند. با این حال، بیابان‌های سرد نیز وجود دارند. بیابان‌ها را می‌توان در هر قاره‌ای یافت که بزرگ‌ترین بیابان‌ها در جنوبگان، شمالگان، شمال آفریقا و خاورمیانه قرار دارند.

## سازگاری ارگانیک
بیابان‌ها به‌طور طبیعی گونه‌های مختلف گیاهی و جانوری را در خود پرورش داده و بر اساس شرایط اقلیمی از آنها نگه‌داری می‌کنند. برای مثال علفزارهای بیابانی مرطوب‌تر و کمی خنک‌تر از اکوسیستم‌های پیرامون خود هستند. بسیاری از جانوران علی‌رغم اینکه مصرف گیاهان بیابان دشوارتر است اما با خوردن پوشش گیاهی اطراف انرژی کسب می‌کنند.